# Don Penwell
Donald Lee "Don" Penwell, (nacido el 13 de agosto de 1930 en El Reno, Oklahoma y fallecido el 7 de marzo de 2012 en Peoria, Scottsdale, Arizona) fue un jugador de baloncesto estadounidense. Fue campeón del mundo con Estados Unidos en el mundobasket de  Brasil 1954.